# Euphorbia grandidieri
Euphorbia grandidieri es una especie fanerógama perteneciente a la familia de las euforbiáceas. Es endémica de Madagascar en la Provincia de Toliara.

## Descripción
Es una pequeña planta arbustiva suculenta. Esta especie sólo se conoce de dos localidades, sobre un sustrato similar (dunas de arena), pero muy distantes unos de otros.

## Taxonomía
Euphorbia grandidieri fue descrita por Henri Ernest Baillon y publicado en Bulletin Mensuel de la Société Linnéenne de Paris 1: 615. 1886.
Etimología
Euphorbia: nombre genérico que deriva del médico griego del rey Juba II de Mauritania (52 a 50 a. C. - 23), Euphorbus, en su honor – o en alusión a su gran vientre –  ya que usaba médicamente Euphorbia resinifera. En 1753 Carlos Linneo asignó el nombre a todo el género.
grandidieri: epíteto otorgado en honor del botánico francés Alfred Grandidier (1836 - 1921).